# Gloria Wilson Swisher
Gloria A. Wilson Swisher (Seattle, Washington, 12 maart 1935) is een Amerikaans componiste en muziekpedagoog.

## Levensloop
Swisher studeerde aan de Universiteit van Washington in Seattle waar zij de Bachelor of Music met summa cum laude behaalde, aan het Mills College waar zij de Master of Music in compositie behaalde en aan de Eastman School of Music in Rochester, New York, waar zij in 1960 tot Ph.D. (Philosophiæ Doctor) promoveerde. Zij had navolgende compositie leraren Berthe Poncy Jacobson, John Verrall in Seattle, Darius Milhaud, Leon Kirchner en Egon Petri aan het Mills College en Bernard Rogers, Howard Hanson en Armand Basile in Rochester. Zij is lid van de American Society of Composers, Authors and Publishers (ASCAP), de Society of Composers, Inc., de International Association of Women in Music en de Darius Milhaud Society. Zij werd onderscheiden met de Sigma Alpha Iota Member Laureate in 2003. 
Als muziekpedagoog doceerde zij aan de Staatsuniversiteit van Washington in Pullman, Pacific Lutheran University in Tacoma, Shoreline Community College (1969-1998) in Seattle, British School in Caracas, Venezuela en aan de Universiteit van Washington in Seattle. 
Regelmatig verzorgde zij optredens als duopianiste samen met Nancy Matesky.
Swisher schreef werken voor solo-instrumenten, solozang en kleine ensembles, maar ook concerten en werken voor harmonieorkest, orkest en koren. Tot haar oeuvre behoren twee musicals en drie opera's alsook liturgische muziek. Swishers muziek is in een tonale en meestal harmonische toontaal gehouden met klare ritmische organisatie en contrapuntische lijnen.   

## Composities

### Werken voor orkest
- 1957 Canción, voor orkest
- 1960 Concerto, voor klarinet en orkest
- 1986 Niigata No Sumie "Black Ink Impressions of Niigata", concerto voor piano en orkest
- 2004 Concerto, voor fluit en orkest
- Serafina, portrait voor orkest

### Werken voor harmonieorkest
- 1955 3 Pieces for Band & Piano
- 1958 Suite for Wind Sinfonietta & Piano
- 1963 Dances for Tomorrow
- 1977 Thanksgiving I
- 1978 Processions
- 1984 Words to a Grandchild, voor gemengd koor en harmonieorkest
- The Mountain and the Island

### Missen en liturgische muziek
- Psalm 150, voor gemengd koor, 2 trompetten, pauken en piano
- God is Gone Up With a Merry Noise, voor gemengd koor en orgel

### Toneelwerken

#### Opera's
- 1983 The Artist and The Other - libretto: Willy Clark
- 1999 The Prestigious Music Award - première 18-20 februari 1999 in het Shoreline Community College Little Theater - libretto: Willy Clark

#### Schouwspel
- 2004 Gallagher and the Moonbeam
- Incidental music to "For Such a Time as This - tekst: Ann Chamberlin

### Werken voor koren
- 1973 Two Faces of Love, voor gemengd koor en piano
- Beat! Beat! Drums!, voor gemengd koor, 2 trompetten, pauken en piano
- Let Us Celebrate, voor gemengd koor, 2 trompetten en piano

### Vocale muziek
- 1977 Sisters, voor sopraan en piano
  1. I Sit and Sew
  2. Tenebris
  3. The Cabal at Nickel Nackeys
- 1983 Sonnets for Donald, voor sopraan en piano
- 1990 Three for T, voor tenor en piano
- 1995 A Velvet Madonna, voor sopraan en piano
- Montana, zang cyclus van zes liederen voor mezzosopraan of bariton en piano

### Kamermuziek
- 1990 Salutations, voor hobo en piano
- 1991 Caprichos, voor gitaar en piano
- Pas de trois, voor fluit, viool en piano
- Sado, voor fluit en piano
- Theater Trio, voor trompet, altsaxofoon en piano

### Werken voor orgel
- 2001 Chorale Prelude on "Slane" and "In dulce jubilo"

### Werken voor piano
- 1983 "Joel" Variations
- Siciliana
- Transcending

- International Standard Name Identifier: 0000 0000 7999 9048
- Library of Congress Control Number: nr91004679
- MusicBrainz: eb386389-8241-4be0-9f79-e51a11676371
- SNAC: w6js9nft
- Virtual International Authority File: 64430140
- WorldCat: E39PBJy8qF3QqWcjmwgxWqrDv3